# 米克·艾伦
米克·艾伦（英語：Mick Allan，1938年6月25日—2021年10月23日），澳大利亚男子赛艇运动员。他曾代表澳大利亚参加1958年大英帝国和英联邦运动会赛艇比赛，获得一枚银牌和一枚铜牌。